# جورج ستيفنسون (لاعب كريكت)
جورج ستيفنسون (20 يوليو 1876 في المملكة المتحدة - 25 يوليو 1938 في المملكة المتحدة) (بالإنجليزية: George Stevenson)‏ هو لاعب كريكت بريطاني وبريطاني (وحمل سابقاً جنسية المملكة المتحدة لبريطانيا العظمى وأيرلندا). لعب مع نادي مقاطعة ديربيشاير للكريكت ‏.